# Ignacio Zaragoza, Tepetongo
Ignacio Zaragoza är en ort i Mexiko.   Den ligger i kommunen Tepetongo och delstaten Zacatecas, i den centrala delen av landet, 500 km nordväst om huvudstaden Mexico City. Ignacio Zaragoza ligger 1 919 meter över havet och antalet invånare är 166.
Terrängen runt Ignacio Zaragoza är platt åt nordväst, men åt sydost är den kuperad. Ignacio Zaragoza ligger nere i en dal. Runt Ignacio Zaragoza är det glesbefolkat, med 16 invånare per kvadratkilometer. Närmaste större samhälle är Huejucar, 19,1 km sydväst om Ignacio Zaragoza. I omgivningarna runt Ignacio Zaragoza växer huvudsakligen savannskog.